# Lettere di Gediminas

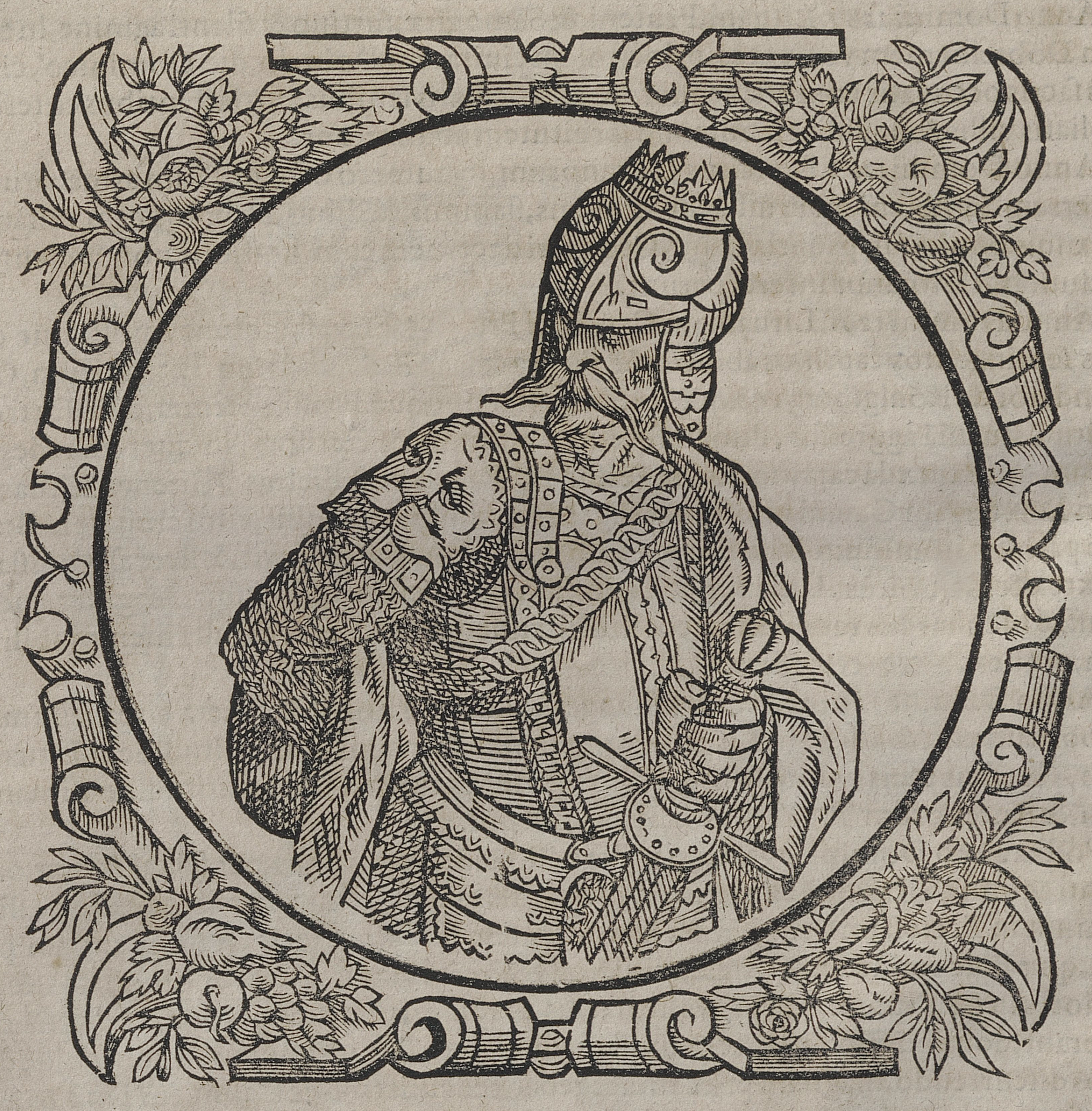
Gediminas, granduca di Lituania

Sono pervenute sei trascrizioni delle lettere di Gediminas scritte nel 1322-1325 dal Granduca lituano vissuto dal 1275 circa al 1341. Tali documenti, di cui nel passato è stata discussa l'autenticità, risultano una delle prime testimonianze superstiti del Granducato di Lituania che dimostrano come questo fosse attivo a livello politico e attento a gestire le relazioni con le potenze vicine. Essendo destinate all'Europa occidentale, in particolare al papa, ai mercanti e agli artigiani, le lettere furono scritte in latino.

## Analisi delle lettere

### Lettera a Papa Giovanni XXII (1322)
Destinata a Papa Giovanni XXII, secondo pontefice avignonese, in essa Gediminas affermava che i cavalieri teutonici non stavano agendo nell'interesse della chiesa cattolica, devastando invece brutalmente le terre baltiche. Le persone del posto furono costrette a resistere e Gediminas forniva un elenco di molti crimini e danni commessi dai cavalieri; ad esempio, affermava che il suo predecessore Vytenis aveva inviato una lettera ai frati francescani autorizzando due confratelli a giungere nel Granducato di Lituania per insediarsi in una chiesa locale. Quando i cavalieri teutonici vennero a conoscenza della lettera, spedirono un loro esercito e preferirono distruggere la chiesa. Nell'ultima frase Gediminas effettuava una vaga promessa di accettare il cristianesimo e la supremazia del papa.

### Seconda lettera
La seconda lettera fu scritta il 25 gennaio 1323 e inviata alle città tedesche di Lubecca, Sund, Brema, Magdeburgo, Colonia e altre città del Sacro Romano Impero. Gediminas forniva un quadro del Granducato in merito ai cristiani, descrivendo la notevole tolleranza dei lituani nei loro confronti, i quali erano rimasti pagani e non avevano accettato il cristianesimo esclusivamente a causa degli atteggiamenti brutali dei teutonici. Inoltre, ribadiva quanto asserito nella prima lettera inviata al papa con riferimento alle sue intenzioni di battezzare nel rito cattolico. Gediminas invitava inoltre cavalieri, scudieri, mercanti, medici, fabbri, carri armati, calzolai, scuoiatori, mugnai e altri a trasferirsi nel Granducato e praticare commerci e religioni senza alcuna restrizione. Ai contadini fu promessa un'esenzione fiscale decennale, mentre i commercianti erano esentati da qualsiasi tariffa o tassa. La missiva è importante soprattutto perché Vilnius, capitale della Lituania, è menzionata per la prima volta in fonti scritte. Sulla base di questa indicazione, il 1323 è considerato l'anno di fondazione ufficiale di Vilnius: una simile conclusione risulta dubbia per alcuni studiosi, poiché, pur essendo Gediminas considerato il fondatore della città, la città esisteva probabilmente già anni prima, addirittura al tempo di Mindaugas (e dunque andrebbe identificata con Voruta, la prima ipotetica capitale della Lituania). Altra informazione preziosa è la menzione inequivocabile di Vilnius come capitale. L'invito a spostarsi nel Granducato era rivolto in particolare a ebrei tedeschi e cristiani, e la sua emissione è strettamente legata all'insediamento definitivo della comunità ebraica in Lituania.

### Lettera agli abitanti di Lubecca, Rostock, Stralsund, Greifswald, Stettino e Gotland
Indirizzata alle città di Lubecca, Rostock, Stralsund, Greifswald, Stettino e Gotland, fu scritta il 26 maggio 1323. In sostanza, ripeteva la missiva precedente. Si chiedeva a vari artigiani (l'elenco dei mestieri è stato ampliato) di venire in Lituania per eseguire il loro commercio. Si riferiva la presenza in Lituania di tre chiese, due francescane (a Vilnius e a Navahradak) e una domenicana, liberamente accessibili.

### Quarta e quinta lettera
La quarta fu scritta il 26 maggio 1323, mentre la quinta subito dopo e furono indirizzate agli ordini francescano e domenicano. Gediminas, in previsione del suo battesimo, invitò sacerdoti e frati a recarsi nel Granducato di Lituania e chiese, per l'ennesima volta, di diffondere le politiche favorevoli messe in atto in favore di mercanti e artigiani. Nella lettera ai domenicani, il granduca affermava che il suo sigillo era stato bruciato dai cavalieri teutonici.

### Sesta lettera
L'ultima corrispondenza superstite fu scritta il 22 settembre 1324 (o 1325) e indirizzata al vescovo di Tartu, Erzel, reggente di Tallinn e al Consiglio di Riga. Il granduca riferiva che i cavalieri teutonici avevano violato un trattato di pace firmato in precedenza attaccando le regioni sul confine, uccidendone gli abitanti e razziando tutti gli oggetti di valore. Molti messaggeri furono catturati e uccisi e pertanto Gediminas chiedeva disperatamente aiuto per far rispettare il trattato.